# Hans Leygraf
Hans Leygraf   (Estocolm, 7 de setembre de 1920 - Estocolm, 12 de febrer de 2011) fou un pianista, compositor i director d'orquestra suec.

## Biografia
Hans Leygraf, era fill de pares germano-austríacs. Als nou anys va actuar per primera vegada al piano i en públic, amb la Filharmònica d'Estocolm. Als dotze anys va fer el seu primer recital. Leygraf va estudiar piano amb Gottfrid Boon a Estocolm i amb Anna Hirzel-Langenhan a Suïssa. Va completar la seva formació amb composició i direcció a la "Hochschule für musik" de Múnic i a l'Escola de Música d'Estocolm.
El 1967 va fundar el Leygraf Piano Quartet, que va actuar en concert a molts països europeus, a l'URSS i al Japó. El focus d'aquestes gires van ser els Quartets de piano de Mozart.
Com a solista, va publicar diversos discos amb obres de Haydn, Mozart, Schubert, Chopin, Debussy, Wilhelm Stenhammar i Béla Bartók.
A més d'obres de Mozart, Leygraf programa als seus concerts obres de compositors suecs com Dag Wirén, Lars-Erik Larsson, Gunnar de Frumerie i Wilhelm Stenhammar.
Als anys 40 també va publicar les seves pròpies composicions per a piano i música de cambra.
Des de 1956, Leygraf és professor a l'Acadèmia Internacional d'Estiu del Mozarteum a Salzburg, des de 1962 a la "Hochschule für Musik" de Hannover, de 1973 a 1975 a l'Acadèmia de Música d'Estocolm, de 1976 a 1981 a la "Tokyo Academy of Music" i el 1981 a l'Escola Superior de Música de Taipei. Entre els anys 1972 i 1990 va ser professor al Conservatori Superior de Música Mozarteum de Salzburg, on va treballar fins al setembre del 2007, dirigint una classe de piano per a "Spitzenbegabungen" internacional. Des del 1990 fou professor emèrit i va ser professor visitant a la Universitat de les Arts de Berlín, avui Universitat de les Arts. Entre els seus alumnes destaquem: Billy Eidi, Michael Korstick, Igor Levit, Frank Madlener, Jan Michiels, Andrei Nikolsky, Antoine Rebstein o Éliane Reyes.

## Honors
- Membre honorari de la Universitat Mozarteum de Salzburg
- Condecorat amb l'Orde Reial Vasa
- Codecorat amb Litteris i Artibus
- Membre ordinari de la Reial Acadèmia Sueca

## Discografia
- Haydn, Sonates nos 48, 49, 50, 52, Variacions en fa menor (2007, dB Productions)
- Mozart, Sonates per a piano K 309, 331, 533/494 (1984, dB Productions)
- Schubert, Piano Works (1994, 3CD Caprice Records)